# Майзит
Ма́йзит — хутор в Любанском городском поселении Тосненского района Ленинградской области.

## История
По данным 1933 года хутор Майзит в составе Тосненского района не значился.

Земли хутора Майзит на карте 1941 года

По данным 1966 и 1973 годов хутор Майзит находился в составе Любанского сельсовета.
По данным 1990 года хутор Майзит находился в составе Сельцовского сельсовета.
В 1997 году на хуторе Майзит Сельцовской волости проживал 31 человек, в 2002 году — 32 человека (русские — 28 %, цыгане — 72 %).
В 2007 году на хуторе Майзит Любанского ГП — 22 человека.

## География
Хутор расположен восточной части района к югу от центра поселения — города Любань на автодороге 41К-865 (подъезд к хутору Майзит от автодороги «Россия») в месте примыкания её к автодороге М10 (E 105) «Россия» (Москва — Санкт-Петербург).
Расстояние до административного центра поселения — 3 км.
Расстояние до ближайшей железнодорожной станции Любань — 3 км.

## Демография
| 2007 | 2010 | 2017 |
| ---- | ---- | ---- |
| 22   | ↗25  | →25  |

## Улицы
Воздухоплавательная, Центральная.